# Canavalia mollis
Canavalia mollis är en ärtväxtart som beskrevs av Robert Wight och George Arnott Walker Arnott. Canavalia mollis ingår i släktet Canavalia och familjen ärtväxter. Inga underarter finns listade i Catalogue of Life.